# 다비트 데겐
다비트 데겐(독일어: David Degen, 1983년 2월 15일, 바젤-란트 주 리슈탈 ~)은 스위스의 전직 프로 축구 선수로, 주로 스위스 슈퍼리그의 바젤에서 우측 미드필더로 활약했다.. 그는 네덜란드 출신의 모친을 둔 네덜란드인 2세이다. 그의 쌍둥이 형제 필리프 데겐도 프로 축구 선수였다.

## 클럽 경력
데겐은 오버도프의 유소년부에서 축구를 시작했다. 1996년, 그는 바젤의 유소년부로 이적하여 U-18과 U-21 선수단 경기에 출전했다. 그는 2000년에 아라우 소속으로 첫 프로 경기를 뛰었지만, 2003년에 바젤로 복귀했다. 그는 바젤 소속으로 2003-04 시즌과 스위스 슈퍼리그 2004-05 시즌에 2년 연속 리그 우승을 거두었다.
2006년, 데겐은 분데스리가의 묀헨글라트바흐로 이적했다. 그는 2006년 10월 14일에 볼프스부르크와의 경기에서 첫 경기를 뛰었고, 같은 경기에서 첫 골도 신고했다. 그러나, 소속 구단이 2006-07 시즌 끝에 2. 분데스리가로 강등되면서, 요스 뤼휘카이 묀헨글라트바흐 감독은 그를 친정 구단 바젤로 2007-08 시즌 동안 임대를 보냈다. 2008년 8월 22일, 그는 영 보이스로 이적하면서 스위스 무대로 정식 복귀했다. 데겐은 베른 연고 구단에서 4년을 보내며 106번의 경기에 출전해 17골을 기록했다.
2012년 5월 31일, 바젤은 데겐이 2015년 6월까지 유효한 계약을 맺어, 다비트와 필리프 형제는 한배를 타게 되었다. 그는 7월 13일에 세르베트를 상대로 복귀전을 치렀고, 1-0 결승골의 주인공이 되기도 했다. 2012-13 시즌 끝에 데겐은 리그 우승을 거두었고, 스위스컵은 준우승으로 끝냈다. 바젤은 2012-13 시즌 유로파리그에서 준결승전까지 진출했지만, 전 시즌 챔피언스리그를 우승한 첼시에 합계 2-5로 패해 탈락했다.
2013-14 시즌 끝에 데겐은 바젤에서 5번째 리그 우승을 거두었다. 바젤은 2013-14 시즌 스위스컵에서도 결승까지 올랐지만 연장 끝에 취리히에게 0-2로 패했다. 2013-14 시즌 챔피언스리그에서는 조별 리그를 3위로 마쳐 유로파리그 토너먼트전에서 8강전까지 올라갔다. 시즌 종료 후, 데겐은 프로 무대 은퇴를 선언했다.

## 국가대표팀 경력
데겐은 2006년 월드컵을 앞두고 스위스 국가대표팀 최종 명단에 이름을 올렸다. 그러나, 그는 연습 경기에만 출전했다. 데겐은 유로 2008 최종 명단에서 제외되었다.

## 수상
바젤
- 스위스 슈퍼리그: 2003–04, 2004–05, 2007–08, 2012–13, 2013–14
- 스위스컵: 2002–03, 2007–08
- 우어렌컵: 2003, 2013

## 경력 통계
| 구단           | 리그            | 리그      | 리그 | 리그 | 컵   | 컵 | 대륙 | 대륙 | 합계 | 합계 |
| 구단           | 리그명          | 시즌      | 출장 | 골   | 출장 | 골 | 출장 | 골   | 출장 | 골   |
| -------------- | --------------- | --------- | ---- | ---- | ---- | -- | ---- | ---- | ---- | ---- |
| 아라우         | 나치오날리가 A  | 2000–01   | 5    | 1    |      |    |      |      |      |      |
| 아라우         | 나치오날리가 A  | 2001–02   | 2    | 0    |      |    |      |      |      |      |
| 아라우         | 나치오날리가 A  | 2002–03   | 23   | 2    |      |    |      |      |      |      |
| 합계           | 합계            | 합계      | 30   | 3    |      |    |      |      |      |      |
| 바젤           | 스위스 슈퍼리그 | 2003–04   | 22   | 2    |      |    |      |      |      |      |
| 바젤           | 스위스 슈퍼리그 | 2004–05   | 16   | 1    |      |    |      |      |      |      |
| 바젤           | 스위스 슈퍼리그 | 2005–06   | 23   | 5    |      |    |      |      |      |      |
| 합계           | 합계            | 합계      | 61   | 8    |      |    |      |      |      |      |
| 묀헨글라트바흐 | 분데스리가      | 2006–07   | 18   | 2    | 1    | 0  | –    | –    | 19   | 2    |
| 합계           | 합계            | 합계      | 18   | 2    | 1    | 0  | –    | –    | 19   | 2    |
| 바젤           | 스위스 슈퍼리그 | 2007–08   | 20   | 3    |      |    |      |      |      |      |
| 합계           | 합계            | 합계      | 20   | 3    |      |    |      |      |      |      |
| 영 보이스      | 스위스 슈퍼리그 | 2008–09   | 19   | 5    |      |    |      |      |      |      |
| 영 보이스      | 스위스 슈퍼리그 | 2009–10   | 30   | 6    |      |    |      |      |      |      |
| 영 보이스      | 스위스 슈퍼리그 | 2010–11   | 32   | 4    |      |    |      |      |      |      |
| 영 보이스      | 스위스 슈퍼리그 | 2011–12   | 25   | 2    |      |    |      |      |      |      |
| 합계           | 합계            | 합계      | 106  | 17   |      |    |      |      |      |      |
| 바젤           | 스위스 슈퍼리그 | 2012–13   | 26   | 3    | 1    | 0  | 8    | 1    | 35   | 3    |
| 바젤           | 스위스 슈퍼리그 | 2013–14   | 6    | 0    | 3    | 0  | 1    | 0    | 10   | 0    |
| 합계           | 합계            | 합계      | 32   | 3    | 4    | 0  | 9    | 1    | 45   | 3    |
| 경력 합계      | 경력 합계       | 경력 합계 | 267  | 33   |      |    |      |      |      |      |